# Jadalnia Zygmunta III Wazy na Wawelu

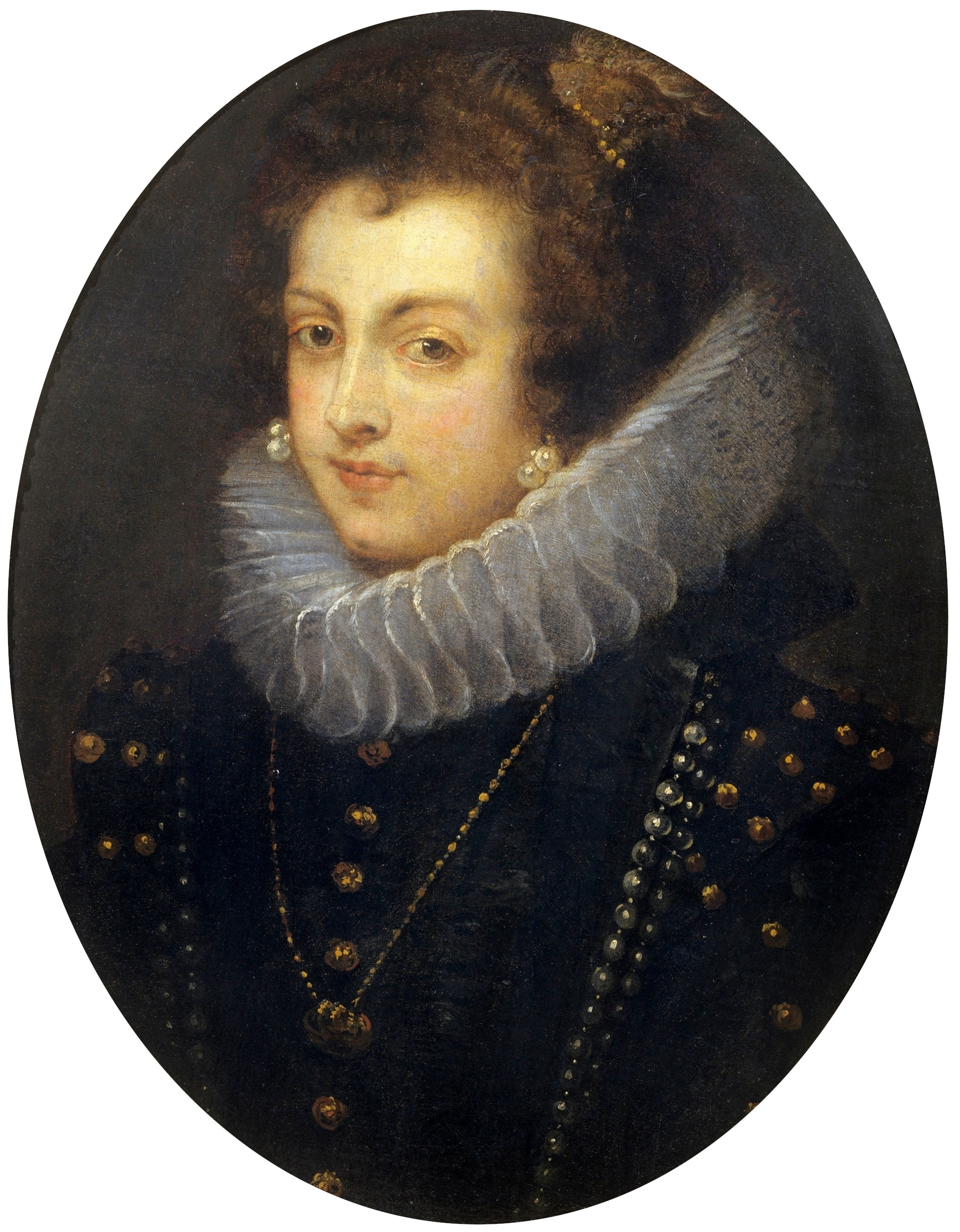
Portret Elżbiety Burbon

Jadalnia Zygmunta III – jedna z sal Zamku Królewskiego na Wawelu, wchodząca w skład ekspozycji Reprezentacyjnych Komnat Królewskich. W tym pomieszczeniu mieściła się okresowo jadalnia Zygmunta III Wazy. Plafon z Pallas Ateną  pośrodku, pędzla L. Adwentowicza. Kurdybany na ścianach z 1. ćwierci XVIII w. pochodzą z zamku w Moritzburgu, zakupione w okresie międzywojennym od wiedeńskiego antykwariusza Szymona Szwarca.
Na ścianach portrety z XVII w. Wizerunek królewicza Władysława IV Wazy, wykonany przez artystę z kręgu Petera Paula Rubensa. Dziełem samego Rubensa jest niewielki portret Elżbiety Burbon z ok. 1628. Pozostałe to: Maryny Mniszchówny (żony cara Dymitra Samozwańca) – pędzla prawdopodobnie Szymona Boguszowicza (1606), wojewody krakowskiego Stanisława Tęczyńskiego (przypisywany Tomaszowi Dolabelli, ok. 1630). Meble głównie z XVI stulecia. Renesansowe naczynia majolikowe włoskie.